# Serie B 2006/07

Die Mannschaften der Serie B der Saison 2006/07

Die Saison 2006/07 der Serie B startete am 9. September 2006 und endete am 10. Juni 2007. Für Frosinone Calcio und den 27-maligen Meister Juventus Turin war es die erste Saison in der zweithöchsten italienischen Spielklasse. Juventus Turin schaffte als Erstplatzierter den direkten Wiederaufstieg in die Serie A. Mit dem SSC Neapel und dem CFC Genua stiegen außerdem zwei Traditionsvereine zusammen mit Juve in die höchste Liga auf, die beide wenige Jahre zuvor noch bis in die dritte Liga strafversetzt worden waren.
Da der Viertplatzierte FC Piacenza zum Saisonende mehr als neun Punkte hinter dem Tabellendritten CFC Genua lag, wurden keine Play-offs ausgespielt. Der AC Arezzo, FC Crotone und Pescara Calcio stiegen direkt in die Serie C1 ab. Die viert- und fünftletztplatzierten Mannschaften Hellas Verona und AC Spezia trafen in den Playouts aufeinander, in denen sich Spezia durchsetzte und den Ligaerhalt schaffte. Torschützenkönig wurde mit 20 erzielten Saisontreffern Alessandro Del Piero von Juventus Turin.

## Tabelle
| Pl. | Verein               | Sp. | S  | U  | N  | Tore    | Diff. | Punkte |
| --- | -------------------- | --- | -- | -- | -- | ------- | ----- | ------ |
| 1.  | Juventus Turin** (A) | 42  | 28 | 10 | 4  | 083:300 | +53   | 85     |
| 2.  | SSC Neapel (N)       | 42  | 21 | 16 | 5  | 052:290 | +23   | 79     |
| 3.  | CFC Genua (N)***     | 42  | 23 | 9  | 10 | 068:440 | +24   | 78     |
| 4.  | Piacenza Calcio      | 42  | 20 | 8  | 14 | 057:500 | +7    | 68     |
| 5.  | Rimini Calcio        | 42  | 17 | 16 | 9  | 055:380 | +17   | 67     |
| 6.  | Brescia Calcio       | 42  | 19 | 10 | 13 | 051:430 | +8    | 67     |
| 7.  | FC Bologna           | 42  | 18 | 11 | 13 | 052:430 | +9    | 65     |
| 8.  | AC Mantova           | 42  | 15 | 19 | 8  | 047:360 | +11   | 64     |
| 9.  | US Lecce (A)         | 42  | 17 | 7  | 18 | 056:530 | +3    | 58     |
| 10. | UC AlbinoLeffe       | 42  | 11 | 20 | 11 | 046:480 | −2    | 53     |
| 11. | Vicenza Calcio       | 42  | 12 | 14 | 16 | 042:430 | −1    | 50     |
| 12. | Frosinone Calcio (N) | 42  | 12 | 14 | 16 | 044:540 | −10   | 50     |
| 13. | FBC Treviso (A)      | 42  | 11 | 17 | 14 | 044:470 | −3    | 50     |
| 14. | AS Bari              | 42  | 12 | 14 | 16 | 040:460 | −6    | 50     |
| 15. | AC Cesena            | 42  | 12 | 13 | 17 | 051:660 | −15   | 49     |
| 16. | FC Modena            | 42  | 12 | 13 | 17 | 038:460 | −8    | 49     |
| 17. | US Triestina*        | 42  | 11 | 16 | 15 | 037:480 | −11   | 48     |
| 18. | Hellas Verona        | 42  | 12 | 12 | 18 | 034:460 | −12   | 48     |
| 19. | Spezia Calcio (N)    | 42  | 11 | 13 | 18 | 050:610 | −11   | 46     |
| 20. | AC Arezzo*           | 42  | 12 | 15 | 15 | 042:460 | −4    | 45     |
| 21. | FC Crotone           | 42  | 7  | 11 | 24 | 036:670 | −31   | 32     |
| 22. | Pescara Calcio*      | 42  | 5  | 10 | 27 | 036:770 | −41   | 24     |

Bei Punktgleichheit entscheidet der direkte Vergleich
| (A) | Absteiger aus der Serie A 2005/06 |
| (N) | Aufsteiger aus der Serie C1 2005/06 |
| *   | 6 Punkte Abzug für AC Arezzo, 1 Punkt Abzug für US Triestina und Pescara Calcio |
| **  | Juventus Turin startete mit einer Strafe von – 17 Punkten in die Saison, diese Strafe wurde später auf -9 Punkte verringert. |
| *** | Die dritt- bis sechstplatzierten Teams der Serie B spielen normalerweise in einem Play-off um den Aufstieg in die Serie A. In der Saison 2006/07 jedoch lagen 10 Punkte zwischen dem drittplatzierten CFC Genua und dem viertplatzierten FC Piacenza, was Genua den direkten Aufstieg ohne Play-off ermöglichte, siehe Sonderfall Play-off. |

### PlayDown
|               | Gesamt |               | Hinspiel | Rückspiel |
| ------------- | ------ | ------------- | -------- | --------- |
| Spezia Calcio | 2:1    | Hellas Verona | 2:1      | 0:0       |

## Aufsteiger in die Serie A – Absteiger aus der Serie A
| Juventus Turin | Chievo Verona |
| SSC Neapel     | Ascoli Calcio |
| CFC Genua ***  | FC Messina    |

## Absteiger in die Serie C1 – Aufsteiger aus der Serie C1
| Hellas Verona (Play-out) | US Grosseto (Serie C1/A)           |
| AC Arezzo                | Ravenna Calcio (Serie C1/B)        |
| FC Crotone               | Pisa Calcio (Serie C1/A – Playoff) |
| Pescara Calcio           | US Avellino (Serie C1/B – Playoff) |

## Torschützenliste
| Pl. | Spieler              | Verein          | Tore |
| --- | -------------------- | --------------- | ---- |
| 1   | Alessandro Del Piero | Juventus Turin  | 20   |
| 2   | Claudio Bellucci     | FC Bologna      | 19   |
| 3   | Papa Waigo N’Diaye   | AC Cesena       | 15   |
| 3   | David Trezeguet      | Juventus Turin  | 15   |
| 5   | Daniele Cacia        | Piacenza Calcio | 14   |
| 5   | Emanuele Calaiò      | SSC Neapel      | 14   |
| 5   | Antonio Floro Flores | AC Arezzo       | 14   |
| 8   | Davide Possanzini    | Brescia Calcio  | 13   |
| 9   | Jeda                 | Rimini Calcio   | 12   |
| 9   | Massimo Marazzina    | FC Bologna      | 12   |

## Meistermannschaft
(in Klammern sind die Spiele und Tore angegeben)
| Juventus Turin | Juventus Turin |
| -------------- | --- |
|                | - Tor: Gianluigi Buffon (37/-); Antonio Mirante (7/-) - Abwehr: Federico Balzaretti (37/2); Alessandro Birindelli (10/-); Jean-Alain Boumsong (33/2); Giorgio Chiellini (32/3); Robert Kovač (17/-); Nicola Legrottaglie (10/-); Felice Piccolo (7/-); Jonathan Zebina (24/-) - Mittelfeld: Raffaele Bianco (4/1); Mauro Camoranesi (33/4); Paolo De Ceglie (8/1); Giuliano Giannichedda (20/-); Marco Marchionni (25/1); Claudio Marchisio (25/-); Pavel Nedvěd (33/11); Matteo Paro (28/1); Dario Venitucci (5/-); Cristiano Zanetti (25/2) - Sturm: Waleri Boschinow (18/5); Alessandro Del Piero (35/20); Sebastian Giovinco (3/-); Tomás Guzmán (1/-); Davide Lanzafame (1/-); Raffaele Palladino (25/8); David Trezeguet (31/15); Marcelo Zalayeta (16/4) - Trainer: Didier Deschamps (1. bis 40. Spieltag); Giancarlo Corradini (41. und 42. Spieltag) |